# Lars-Christer Olsson
Lars-Christer Olsson, född den 6 februari 1950 i Lövestad, är en svensk fotbollsfunktionär som var generalsekreterare i Uefa 2003–2007. Han efterträdde Gerhard Aigner.
Lars-Christers bana som fotbollsfunktionär började i Skånes fotbollsförbund 1979 där han arbetade tills han blev utnämnd till generalsekrererare för svensk elitfotboll 1990. Redan året efter erbjöds han jobbet som genralsekreratare för SvFF av dåvarande ordförande Lars-Åke Lagrell. Här stannade han till 2000 då han tog klivet över till UEFA med ansvar för marknadsföring av bland annat Champions League och EM. 2003 fick han uppdraget som generalsekreterare för hela UEFA, den högsta tjänstemannarollen inom organisationen. 
Olsson tillträdde som ordförande för Svensk Elitfotboll 2012 och verkade där i nio år fram till mars 2021.